# 普納塔

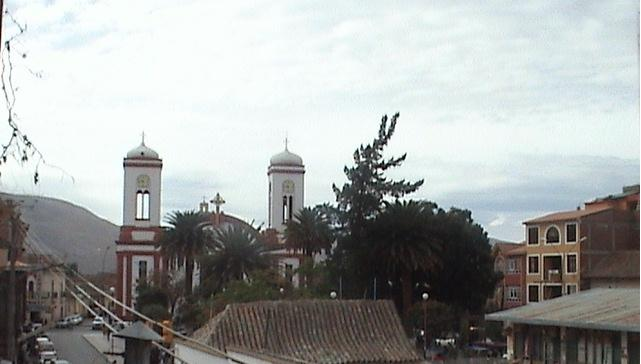

普納塔是玻利維亞的城鎮，由科恰班巴省負責管轄，位於該國中部，距離首府科恰班巴47公里，始建於1781年2月15日，面積132平方公里，海拔高度2,732米，受每年平均降雨量約450毫米，2010年人口17,615。

## 外部連結
- Map of Punata Province

17°33′S 65°50′W / 17.550°S 65.833°W